# Ford Foundation

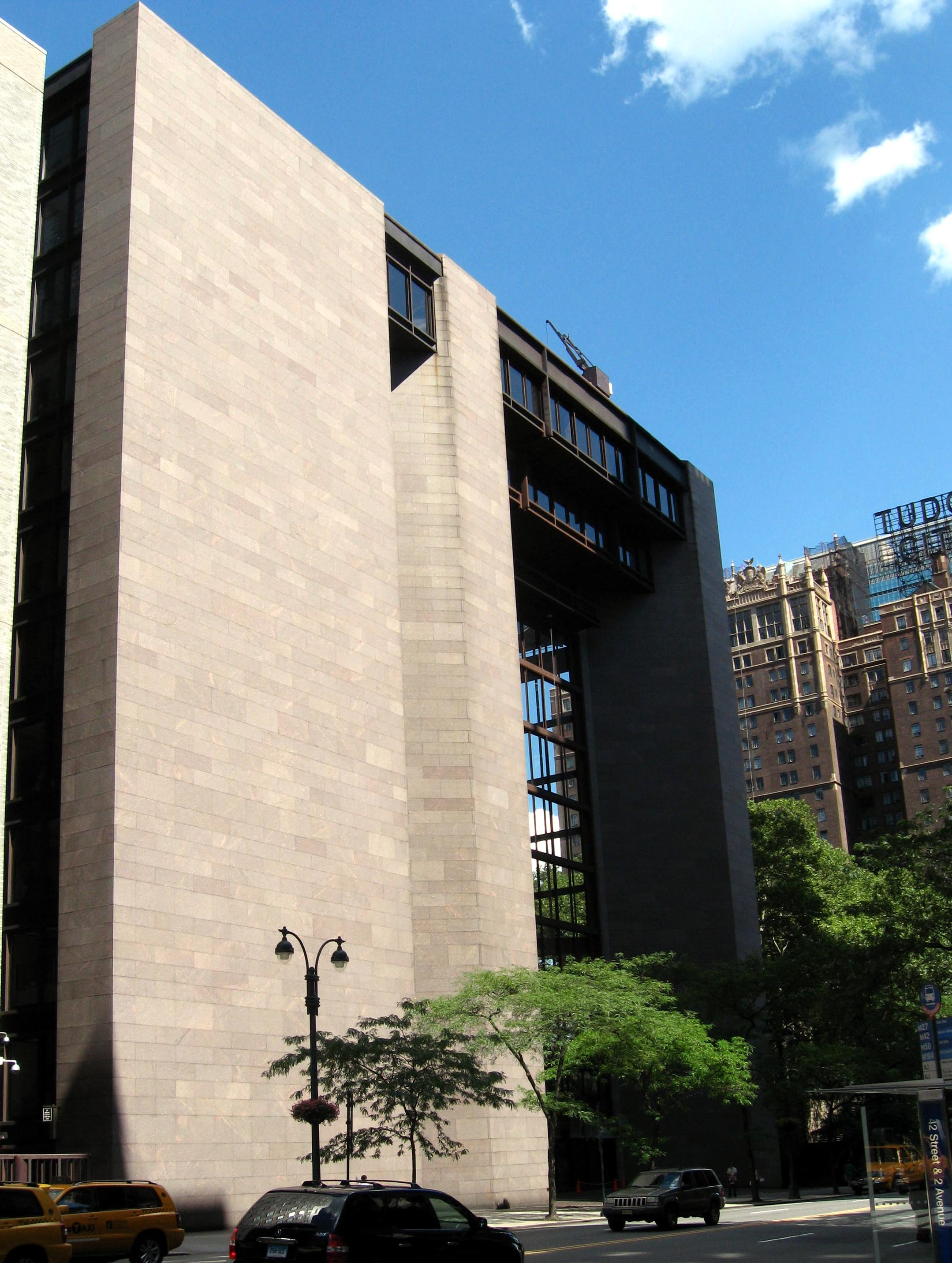
La sede centrale di New York

La Ford Foundation è una fondazione no-profit statunitense con scopi sociali e umanitari fondata nel 1936 da Edsel Ford e Henry Ford. La sede centrale è a New York.
È stata per molto tempo la più grande e una delle più influenti fondazioni del mondo, con attività in svariati settori: istruzione, diritti umani, arti creative, ricerca scientifica e aiuto ai paesi del terzo mondo. Nell'anno fiscale 2012 aveva un budget di 11,2 miliardi di dollari, al secondo posto tra le fondazioni degli Stati Uniti dopo la Bill & Melinda Gates Foundation.
La fondazione concede fondi e donazioni attraverso la sede centrale di New York e dieci sedi distaccate in vari paesi.   Vengono privilegiati i progetti volti a ridurre la povertà e le ingiustizie sociali, a promuovere i valori democratici, lo sviluppo della conoscenza scientifica e della cultura in tutto il mondo. Nel campo educativo la fondazione assegna borse di studio, dette Ford Fellowship, a studenti e ricercatori meritevoli di ogni paese.
Nel 1947, dopo la morte dei due fondatori, la fondazione possedeva il 90% delle azioni senza diritto di voto della Ford Motor Company (la famiglia Ford manteneva la maggioranza delle azioni con diritto di voto). Tra il 1955 e il 1974 la fondazione vendette tutte le azioni e attualmente non ha alcun ruolo nella società automobilistica Ford.

## Presidenti
- Edsel Ford  (1936–1943)
- Henry Ford II  (1943–1950)
- Paul Gray Hoffman  (1950–1953)
- Rowan Gaither  (1953–1956)
- Henry T. Heald  (1956–1965)
- McGeorge Bundy  (1966–1979)
- Franklin A. Thomas  (1979–1996)
- Susan Berresford  (1996–2007)
- Luis Ubiñas  (2008–2013)
- Darren Walker  (2013– )